# LSV Pütnitz
Der Luftwaffensportverein Pütnitz, oft abgekürzt mit LSV Pütnitz, war ein Sportverein auf dem Fliegerhorst Pütnitz bei Damgarten.

## Geschichte
Der LSV Pütnitz wurde 1936 gegründet. Bereits zwei Jahre später gelang der Fußballmannschaft der Aufstieg in die Gauliga Pommern. Dort konnte zwar als Tabellensiebter der Klassenerhalt geschafft werden, aufgrund des Kriegsbeginns verzichtete man jedoch auf die Teilnahme in der Spielzeit 1939/40 und spielte wieder nur zweitklassig. Allerdings gelang der sofortige Wiederaufstieg und der LSV konnte fortan um die Pommernmeisterschaft mitspielen. 1941 musste sich der Verein noch mit der Vizemeisterschaft hinter dem LSV Stettin begnügen, 1942 bis 1944 gelang dreimal hintereinander jeweils ohne Punktverlust der Gruppensieg in der Weststaffel der Gauliga.
1942 holte der LSV Pütnitz durch einen 6:1-Erfolg gegen Viktoria Stolp, den Sieger der Oststaffel, den Titel des Pommernmeisters und qualifizierte sich somit für die Endrunde um die deutsche Meisterschaft 1941/42, wo sie jedoch in der Vorrunde an der SpVgg Blau-Weiß 1890 Berlin durch eine 1:3-Niederlage scheiterte. In der folgenden Spielzeit musste die Mannschaft im Spiel um die Pommernmeisterschaft gegen den LSV Kamp-Köslin antreten. Durch ein 1:1-Unentschieden und einen 3:1-Sieg qualifizierte sie sich für Meisterschaftsendrunde 1942/43. Der Berliner SV 92 konnte sich in der 1. Hauptrunde nach zwei Spielen durchsetzen – das erste Spiel endete nach Verlängerung 2:2-Unentschieden, so dass ein Entscheidungsspiel vonnöten war, das der Berliner Klub mit 2:0 für sich entschied. 1944 wurde der dritte Titel in der Pommernmeisterschaft in Folge gegen den HSV Groß Born verpasst. Gegen den späteren Halbfinalisten der Meisterschaftsendrunde scheiterte die Mannschaft nach einem 1:1-Unentschieden im ersten Spiel durch eine 0:3-Niederlage.
Neben den beiden Endrundenteilnahmen in der Meisterschaft konnte der LSV Pütnitz auch im Pokal deutschlandweit auf sich aufmerksam machen. Im Tschammerpokal 1942 und im Tschammerpokal 1943 schied die Mannschaft jeweils im Achtelfinale aus.
Die Feldhandball-Abteilung des LSV Pütnitz stieg zur Spielzeit 1938/39 in die erstklassige Handball-Gauliga Pommern auf. 1939/40 nahm der Verein als Staffelsieger am Endspiel um die Gaumeisterschaft teil, verlor jedoch beide Spiele gegen die Reichsbahn SG Stettin. In den Wirren des Zweiten Weltkrieges wurde der Klub im September 1944 aufgelöst.

## Bekannte Spieler
- Heinz Lehmann
- Wilhelm Schmidt